# Ramada (Odivelas)
Ramada ist ein Ort und eine ehemalige Gemeinde (Freguesia) im portugiesischen Kreis Odivelas. Die Gemeinde hatte 19.641 Einwohner (Stand 30. Juni 2011).
Am 29. September 2013 wurden die Gemeinden Ramada und Caneças zur neuen Gemeinde União das Freguesias de Ramada e Caneças zusammengeschlossen. Ramada ist Sitz dieser neu gebildeten Gemeinde.